# Brass Buttons (film 1914)
Brass Buttons è un cortometraggio muto del 1914 diretto da William Desmond Taylor. Prodotto dalla (Beauty) American Film Manufacturing Company, aveva come interpreti Webster Campbell, Virginia Kirtley, Joe Harris.

## Trama
Rivali in amore, Owen O'Neal e Jim Gallagher cercano con ogni mezzo di conquistare la bella Mary McArthur. Accortosi che Owen sta per avere la meglio su di lui, Jim prende in prestito l'uniforme di un amico poliziotto e si presenta a Mary come se fosse appena entrato in polizia. La ragazza, abbacinata dai suoi lucenti bottoni in ottone, sembra finalmente conquistata dal suo fantasioso pretendente. Owen sfoga la sua delusione con un amico pompiere che gli suggerisce di mettersi la sua divisa. Entrambi i giovani si presentano a casa di Mary con le divise prese in prestito. Jim prende il berretto del rivale e vi legge: "Tom Baily, scala 33". Mary lo esorta allora a portare il finto vigile del fuoco alla stazione di polizia. Jim, falso poliziotto, vorrebbe rifiutarsi ma alla fine deve cedere. Mary li accompagna. Al posto di polizia, un sergente smaschera Jim e Owen ne approfitta per dichiarare che si era travestito da pompiere solo per prendere in trappola Jim. Mary mette fine alla storia dichiarando comunque la sua preferenza per Owen.

## Produzione
Il film fu prodotto dalla (Beauty) American Film Manufacturing Company.

## Distribuzione
Distribuito dalla Mutual, il film uscì nelle sale statunitensi il 22 dicembre 1914.